# ソフトボール女子オーストラリア代表
ソフトボール女子オーストラリア代表は、ソフトボール・オーストラリアによって編成されるオーストラリアの女子ソフトボールのナショナルチーム。

## 成績

### 世界レベル

#### オリンピック
| 開催年 | 開催地     | 結果   | 備考 |
| ------ | ---------- | ------ | ---- |
| 1996   | アトランタ | 3位    |      |
| 2000   | シドニー   | 3位    |      |
| 2004   | アテネ     | 準優勝 |      |
| 2008   | 北京       | 3位    |      |
| 2021   | 東京       | 5位    |      |

#### 世界選手権/ワールドカップ
| 開催年  | 開催地             | 結果   | 備考     |
| ------- | ------------------ | ------ | -------- |
| 1965    | メルボルン         | 優勝   |          |
| 1970    | 大阪               | 4位    |          |
| 1974    | ストラトフォード   | 3位    |          |
| 1978    | サンサルバドル     | 5位    |          |
| 1982    | 台北               | 3位    |          |
| 1986    | オークランド       | 8位    |          |
| 1990    | ノーマル           | 4位    |          |
| 1994    | セントジョンズ     | 3位    |          |
| 1998    | 富士宮             | 準優勝 |          |
| 2002    | サスカトゥーン     | 5位    |          |
| 2006    | 北京               | 3位    |          |
| 2010    | カラカス           | 6位    |          |
| 2012    | ホワイトホース     | 3位    |          |
| 2014    | ハールレム         | 3位    |          |
| 2016    | サレー             | 10位   |          |
| 2018    | 千葉               | 4位    |          |
| 2022    | バーミングハム     | 4位    | [ 注 3 ] |
| 2023/24 | ウーディネ 他2ヵ国 | 7位    | [ 注 5 ] |

## 歴代選手
投手
- ジャスティン・スメサート
- カイア・パーナビー
- エレン・ロバーツ

内野手
- ナタリー・ウォード
- ステイシー・ポーター